# 磐梯みかげ
磐梯みかげ（ばんだいみかげ）は宮城県最南端に位置する山間から産出する石材。

## 特徴
吸水率が少なく、水はけがとても良い。石色は淡い青グレーで、石目は細かなハッキリとした艶を出す。メリハリのある立体感きをもった光沢。墓石材。
- 見掛け比重: 2.655t/m3
- 吸水率: 0.186%
- 圧縮強度: 120.72N/mm2
- 年間採石量: 24,000切

## 分類
花崗岩。

## 産地
宮城県伊具郡。